# Joseph Warren
Joseph Warren, né le 11 juin 1741 et mort le 17 juin 1775, est un homme politique, médecin et militaire américain. 
Il est célèbre pour le rôle qu'il a joué dans la guerre d'indépendance des États-Unis et la bataille de Bunker Hill à Boston. Il est inhumé au cimetière de Forest Hills, à Boston.
Joseph Warren faisait partie de la franc-maçonnerie.
Il est mort au combat en 1775 pendant la bataille de Bunker Hill.

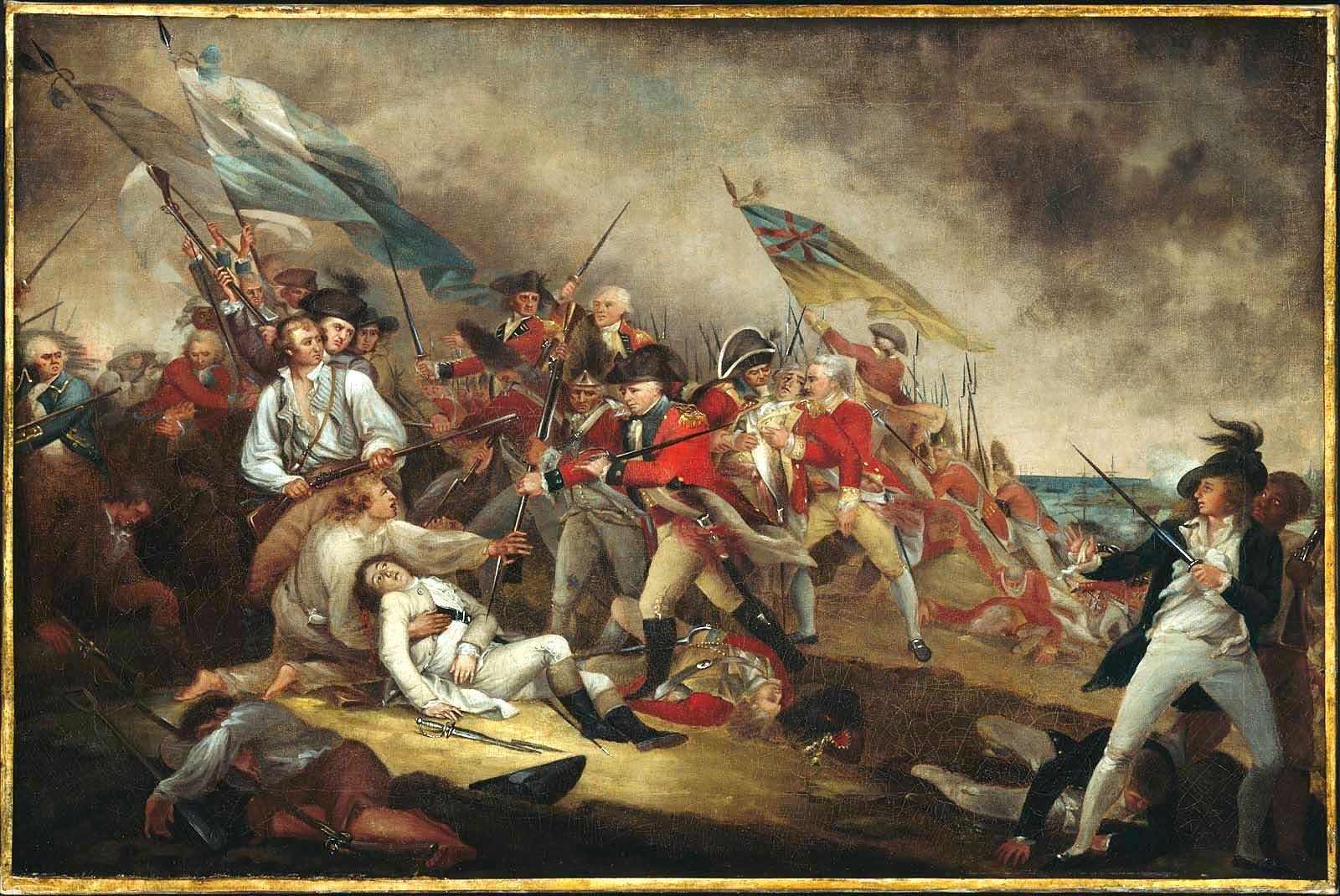
La Mort du général Warren à la bataille de Bunker Hill, le 17 juin 1775 par John Trumbull.